# كارين آن هوي لي
كارين آن هوي لي (من مواليد 1973) هي شاعرة أمريكية

## الحياة
ولدت لي في عام 1973، ونشأت في ماساتشوستس، هي شاعرة ومترجمة و ناقده أمريكية صينية .حصلت على درجة الماجستير في الكتابة الإبداعية من جامعة براون ودرجة الدكتوراه في الأدب من جامعة كاليفورنيا، بيركلي.